# Aristoteles bij de buste van Homerus
Aristoteles bij de buste van Homerus is een olieverfschilderij van de Nederlandse schilder Rembrandt van Rijn, geschilderd in 1653 in opdracht van Don Antonio Ruffo. Het schilderij hangt in het Metropolitan Museum of Art te New York, dat het in 1961 kocht voor $ 2,3 miljoen. Dat jaar stond het schilderij op de omslag van Time Magazine.
Het doek toont de filosoof Aristoteles die kijkt naar een buste van Homerus, waarop een van zijn handen ligt. Dit is meermalen geïnterpreteerd als de man van goede, degelijke wetenschap die zich onderwerpt aan de kunst, of als de rijke en beroemde filosoof die de bard benijdt. Het is ook gesuggereerd dat dit Rembrandts commentaar op de macht van portretschilderkunst is.
Adriaantje Hollaer · Ahasveros en Haman aan het feestmaal van Esther · De anatomische les van Dr. Deijman · De anatomische les van Dr. Nicolaes Tulp · Andromeda aan de rots geketend · Aristoteles bij de buste van Homerus · Artemisia · Badende vrouw · Bathseba met de brief van koning David · De blindmaking van Simson · De brillenverkoper · Buitenlandse admiraal · Christus in de storm op het meer van Galilea · Christus met een staf · Danaë · David en Uria · De doop van de kamerling · Het feestmaal van Belsazar · Flora · Gelijkenis van de rijke dwaas · Historiestuk · Jacob zegent de zonen van Jozef · Jeremia treurend over de verwoesting van Jeruzalem · Het Joodse bruidje · De maaltijd in Emmaüs · Marten Soolmans en Oopjen Coppit · Mozes en de tafelen der wet · De Nachtwacht · Het offer van Abraham (1635) · Pallas Athene · Portret van een man met handschoenen in de hand · Portret van een man · Portret van Amalia van Solms · Portret van Baertje Martens · Portret van Herman Doomer · Portret van Jan Six · Portret van Johannes Wtenbogaert · Portret van Maurits Huygens · De samenzwering van de Bataven onder Claudius Civilis · De schilder in zijn atelier · De Staalmeesters · De steniging van de Heilige Stefanus · Terugkeer van de verloren zoon · Titus aan de lezenaar · Titus als monnik · De Vaandeldrager · De verloochening van Petrus · De verloren zoon in een herberg · Het vertrek van de Sunammitische vrouw · De vlucht naar Egypte · De vlucht naar Egypte · Zelfportret op jeugdige leeftijd (ca. 1628) · Zelfportret met twee cirkels · Zelfportret als de apostel Paulus